# 贝拉克·奥巴马国籍阴谋论

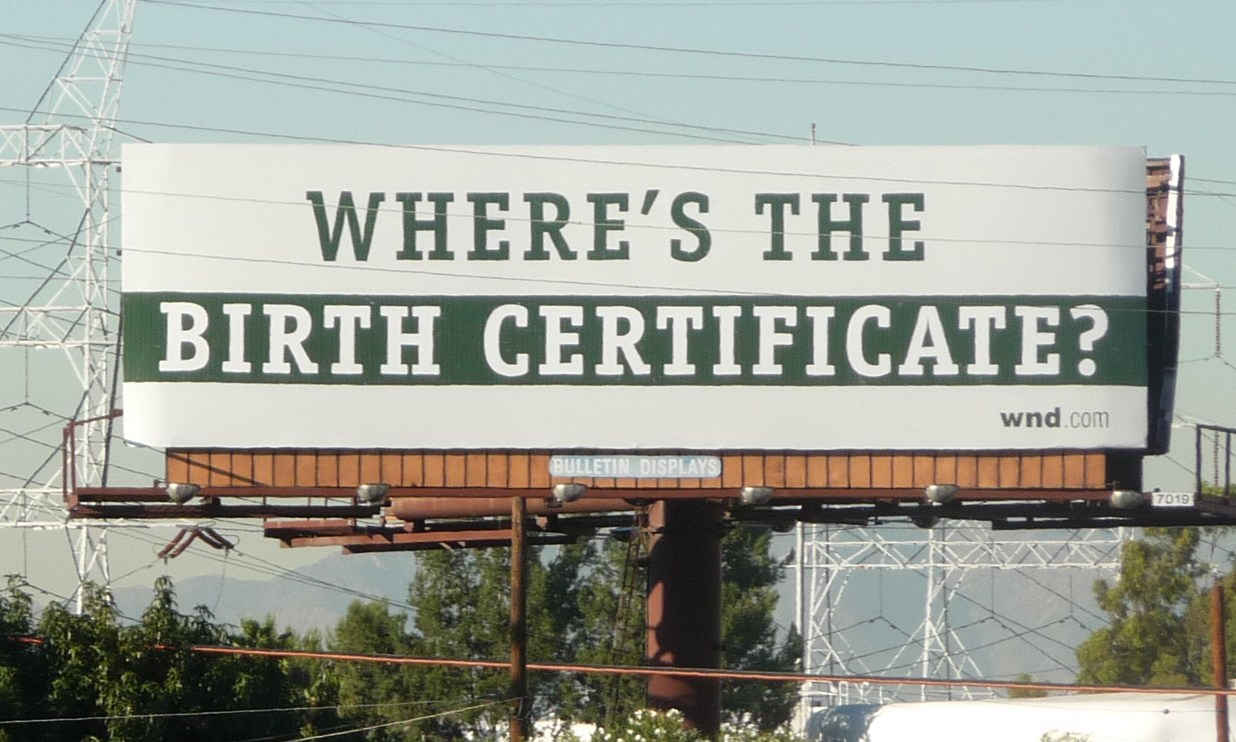
2010年，加利福尼亚州南盖特的一块广告牌质疑贝拉克·奥巴马出生证明的有效性，并质疑他担任美国总统的资格。该广告牌是WorldNetDaily广告活动的一部分，其网址显示在广告牌的右下角。

在贝拉克·奥巴马2008年竞选总统期间，以及在其整个总统任期及之后，新闻界广泛报道了奥巴马的宗教信仰、出生地，以及质疑其宗教信仰和公民身份的个人——这些活动最终被称为“出生地质疑运动”（birther movement）或“出生地质疑主义”（birtherism），并被媒体广泛使用。该运动错误地声称奥巴马没有担任美国总统的资格，因为他并非美国宪法第二条所规定的自然出生公民。研究发现，该阴谋论最受政治知识渊博且种族仇恨强烈的共和党人的坚定支持。
一些理论认为，奥巴马公布的出生证明是伪造的——他的实际出生地并非夏威夷州，而是肯尼亚。另一些理论则声称，奥巴马童年时期加入了印度尼西亚国籍，因此丧失了美国国籍。还有一些理论认为，奥巴马并非天生的美国公民，因为他生来就拥有双重国籍（英国和美国）。一些政治评论员将这些说法视为对奥巴马作为美国首位非裔总统身份的种族主义反应。
这些说法是由边缘理论家（被贬称为“出生地质疑者”（birther））提出的，其中包括商人兼电视名人，后来接替奥巴马担任总统的唐纳德·特朗普。一些理论家寻求法院裁决，宣布奥巴马没有资格就职，或允许查阅能够证明无就职资格的文件；但这些努力均未成功。一些政治反对派，尤其是共和党内部的反对派，对奥巴马的公民身份表示怀疑，或不愿承认；另一些人则提议立法，要求总统候选人提供资格证明。
尽管奥巴马在2008年总统选举前公布了其夏威夷官方出生证明，夏威夷卫生部也根据原始文件予以确认，2011年4月发布了奥巴马原始出生证明（或长表出生证明）的认证副本，夏威夷各大报纸也刊登了同期的出生公告，但各种理论依然存在。2010年（2011年4月公布原件前）进行的民意调查显示，至少25%的美国成年人表示质疑奥巴马是否出生在美国，2011年5月的一项盖洛普民意调查发现，这一比例已下降到13%（共和党人为23%）。这一下降被归因于奥巴马在2011年4月发布了长表出生证明。

## 背景

### 奥巴马的早年生活
一些对奥巴马的资格表示怀疑，或拒绝接受有关他早年生活细节的人通常被非正式地称为“出生地质疑者”，该词汇与对九一一事件陰謀論信徒的绰号“真相追寻者”（truthers）相对应。这些信奉阴谋论的人士至少否认以下一些关于他早年生活的事实：
贝拉克·奥巴马于1961年8月4日出生于夏威夷檀香山的卡皮欧拉尼妇产医院。母亲安·邓纳姆来自堪萨斯州堪萨斯州，丈夫老贝拉克·奥巴马是来自尼扬扎省尼扬奥玛科盖洛（当时是英属肯尼亚殖民地和保护国）的卢奥人，当时正在夏威夷大学就读。贝拉克·奥巴马的出生通知分别于1961年8月13日和8月14日刊登在《檀香山广告商报》和《檀香山星公报》上。奥巴马父亲的移民档案也清楚地表明贝拉克·奥巴马出生在夏威夷。奥巴马的一位高中老师当时认识他的母亲，并记得听说过他出生那天的故事。
奥巴马的父母于1964年离婚。1966年至1967年，他在檀香山的诺拉尼小学上幼儿园。1967年，他的母亲与当时就读夏威夷大学的印尼学生洛洛·索托罗结婚，全家搬到了印尼雅加达。奥巴马就读于天主教圣方济各阿西西学校，后转学到位于中雅加达行政市銘登的一所印尼精英公立学校銘登01州立小学就读。在印尼的童年时期，奥巴马被称为“巴里·索托罗”，其中“巴里”是他继父的姓氏，或者被称为“巴里·奥巴马”。十岁时，奥巴马回到檀香山与祖父母玛德琳和斯坦利·邓纳姆一起生活，自1971年以来一直居住在美国。

### 阴谋论的起源
1991年，奥巴马的文学代理公司Acton & Dystel印制了一本宣传册，错误地指出了奥巴马的出生地，并称奥巴马“出生于肯尼亚，在印度尼西亚和夏威夷长大”。这一错误后来被包含在奥巴马的传记中，该传记一直发布在其网站上，直到2007年4月才被删除。该小册子的编辑表示，这一错误信息直到2012年才被广泛发现，是她的失误，并非基于奥巴马向其代理公司提供的任何信息。
有关奥巴马宗教信仰的阴谋论至少早在2004年奥巴马竞选美国参议员时就出现，当时伊利诺伊州政治候选人安迪·马丁在一份新闻稿中提出这一阴谋论。而根据《洛杉矶时报》的一篇社论，阴谋论实际上是网络谣言。
据《政客》报道，有关奥巴马并非出生在夏威夷的谣言始于奥巴马的人气对希拉里·克林顿构成威胁之时。《政客》的报道写道：“这一理论最早出现在2008年春天……”（但无证据表明希拉里本人或她的竞选团队成员参与了此事）。已知最早出现这一说法是在2008年3月5日，出现在一个保守派博客网站上，当时的说法并非关于奥巴马的出生，而是关于“双重国籍或分裂忠诚”。同年4月，希拉里·克林顿的一些支持者散发匿名连锁邮件，重复同样的谣言；其中包括一名爱荷华州的竞选志愿者，此人在该谣言曝光后被解雇。在随后的总统选举中，这些以及许多其他连锁邮件散布了关于奥巴马的出身、宗教信仰和出生证明的谣言。
2008年6月9日，保守派网站《国家评论在线》的吉姆·杰拉蒂建议奥巴马公布他的出生证明。杰拉蒂写道，公布出生证明可以澄清互联网上流传的几个谣言，即：他的中间名最初是穆罕默德而不是侯赛因；他的母亲最初给他取名为“巴里”而不是“贝拉克”；老贝拉克·奥巴马不是他的亲生父亲，以及贝拉克·奥巴马不是自然出生的公民的谣言。
2008年8月，宾夕法尼亚州民主党委员会前委员菲利普·伯格以“奥巴马出生在肯尼亚蒙巴萨”为由对奥巴马提起诉讼，但未获成功。
2008年10月，全国公共广播电台的一篇文章提到参议员贝拉克·奥巴马“出生于肯尼亚”。同月，有匿名电子邮件流传，声称美联社报道过奥巴马“出生于肯尼亚”。这些说法基于美联社五年前在肯尼亚报纸《旗帜报》上发表的一篇报道。事实查核网站Snopes.com发现，标题和引导句描述奥巴马出生于肯尼亚且名字拼写错误是肯尼亚报纸添加的，而美联社发表的报道或任何其他转载美联社报道的同期报纸都没有出现过。
2012年，极右翼网站布賴特巴特新聞網发表了Acton & Dystel公司于1991年印刷的宣传手册副本。

## 出生证明的公开

### 2008年简式证明

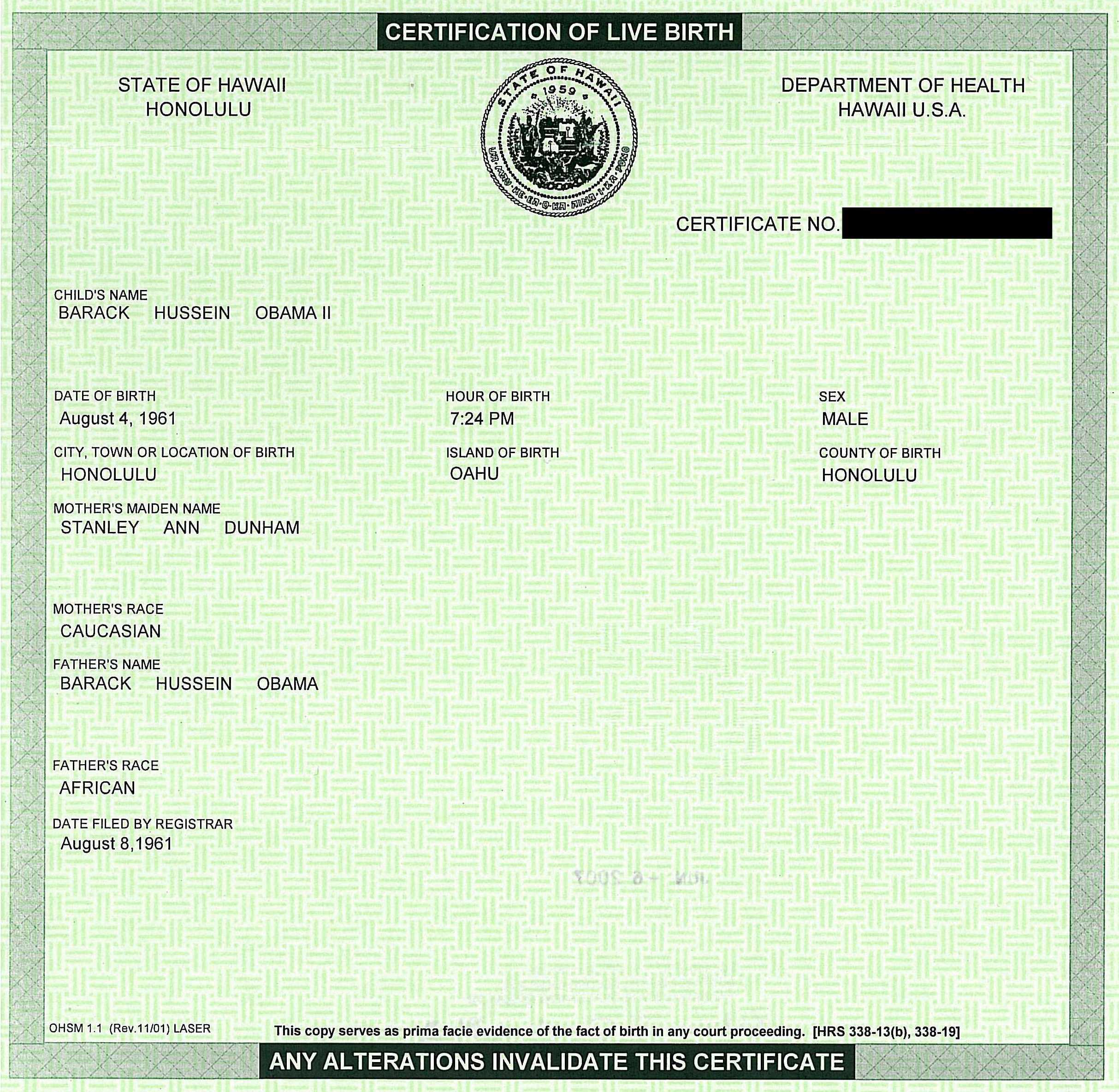
2008年6月，奥巴马总统竞选团队公布奥巴马出生证明的扫描图像。

2008年6月12日，奥巴马竞选团队在“反诽谤”网站上公布奥巴马出生证明的图片，以回应传言。
该图片是2007年6月6日从夏威夷卫生部获得并认证的一份激光打印文件的扫描件。该文件是一份“出生证明”，有时也称为简式出生证明，其信息量比夏威夷不再签发的较长的“出生证明”要少。当被问及此事时，夏威夷卫生部发言人贾尼丝·奥库博解释说，夏威夷在2001年停止签发长式“证明”，当时他们的出生记录“被放入电子文件中以便于一致报告”，因此夏威夷“没有简式或长式证明”。一份部分手写、部分打印的“出生证明”是在1961年奥巴马出生时建立并提交的，目前“位于州卫生部一楼文件柜的装订卷中”。该文件用于创建该州的电子记录，自争议开始以来已被州政府官员多次审查。
在公布证明时，奥巴马的网站宣称，传言“实际上与那张纸无关——而是在操纵人们，让他们认为贝拉克不是美国公民”。竞选团队还向Daily Kos博客提供了一份该文件的副本。《国家评论》专栏作家吉姆·杰拉蒂在2008年6月12日撰写的文章中提及该证明：
这份文件是他或他授权的人员根据州政府记录提供的。除非夏威夷州卫生部内部存在什么大阴谋，否则没有理由认为他的（原始）出生证明会有任何不同的数据。
质疑奥巴马资格的人士经常提出的论点是，他最初发布的并非其“原件”或“长版”出生证明的副本，而是一个“短版”版本，该版本并未包含1961年夏威夷州签发的出生证明上的所有信息。部分人士声称第一份文件上使用“活产证明”一词意味着它并不等同于“出生证明”。这些论点已被媒体调查、所有讨论此事的司法论坛以及夏威夷政府官员多次驳斥，且一致认为奥巴马竞选团队发布的文件是官方出生证明。州人类健康部主任证实，该州“根据州政策和程序，已将奥巴马参议员的原件出生证明记录在案”。短版出生证明是“在任何法庭程序中作为出生事实的表面证据”。
亚利桑那州茶党领袖兼立法者凯利·汤森敦促立法阻止奥巴马在未提供出生证明的情况下出现在亚利桑那州2012年选举的选票上，并向唐纳德·特朗普透露这一阴谋。

#### 阴谋论者的拒绝
2008年，该出生证明的公布引发了新一轮的质疑。部分人士声称该证明是用Adobe Photoshop软件伪造的，缺少州政府的印章，因此他们要求奥巴马公布他1961年的“原件”出生证明。《奥巴马国：左翼政治与个人崇拜》一书的作者杰罗姆·科西告诉福克斯新闻，“竞选团队在其网站上发布了一份虚假的出生证明……经证实，该证明带有Photoshop的水印。现在网站上发布的是一份伪造文件，竞选团队拒绝出示原件出生证明。”FactCheck.org网站驳斥了这一观点，该网站查看了奥巴马竞选团队提供的“出生证明”纸质版，并报道称：
FactCheck.org的工作人员现已查看、触摸、检查并拍摄了出生证明原件。我们得出结论，它符合美国国务院关于证明美国公民身份的所有要求。声称该文件缺少凸起印章或签名的说法是错误的。我们已将该文件的高清照片作为“证明文件”发布到本文。我们的结论是：奥巴马确实在美国出生，正如他一直以来所说的那样。
直到2019年3月，科西仍对奥巴马的出生证明表示怀疑。在接受CNN采访时，他表示：“我想查看1961年肯尼亚的原始出生记录，这样就能解决问题……夏威夷州不会向任何人展示这些记录。”科西的律师拉里·克莱曼在同一次采访中错误地声称：“1961年的出生证明上使用了‘非裔美国人’一词。”

#### 夏威夷卫生部的回应
夏威夷州卫生部部长千代惠吹发表声明，确认该州“根据州政策和程序”持有奥巴马的“出生证明原件”。该负责人指出，“已多次要求索取参议员贝拉克·侯赛因·奥巴马的官方出生证明”，并解释说，州法律禁止卫生部向“与人口记录没有实际利益的人员”提供该证明。她表示：“包括州长琳达·林格尔在内的任何州政府官员，从未指示以不同于夏威夷州所持有的任何其他人口记录的方式处理该人口记录。”
据TVNewser网站报道，CNN的研究人员于2009年表示，原始出生证明已不复存在，因为夏威夷州在2001年丢弃了所有纸质出生记录，活产证明才是官方副本。与此报道相矛盾的是，夏威夷卫生部公共信息官贾尼丝·奥库博表示：“我们不会销毁重要记录。”卫生部长强调了这一说法：
我，夏威夷州卫生部主任千代惠吹博士，已查阅夏威夷州卫生部存档的原始人口记录，证实贝拉克·侯赛因·奥巴马出生于夏威夷，是美国出生的公民。对于这份声明以及我八个多月前于2008年10月发表的原始声明，我没有任何补充。
夏威夷州总检察长办公室发言人乔舒亚·威施于2011年表示，夏威夷卫生部档案中保存的原始“长式”出生证明（夏威夷官员称之为“活产记录”）是“……卫生部的记录，不得向任何人公开”，包括奥巴马总统。威施还补充说，州法律不允许复印此类记录。

### 2011年长式证明

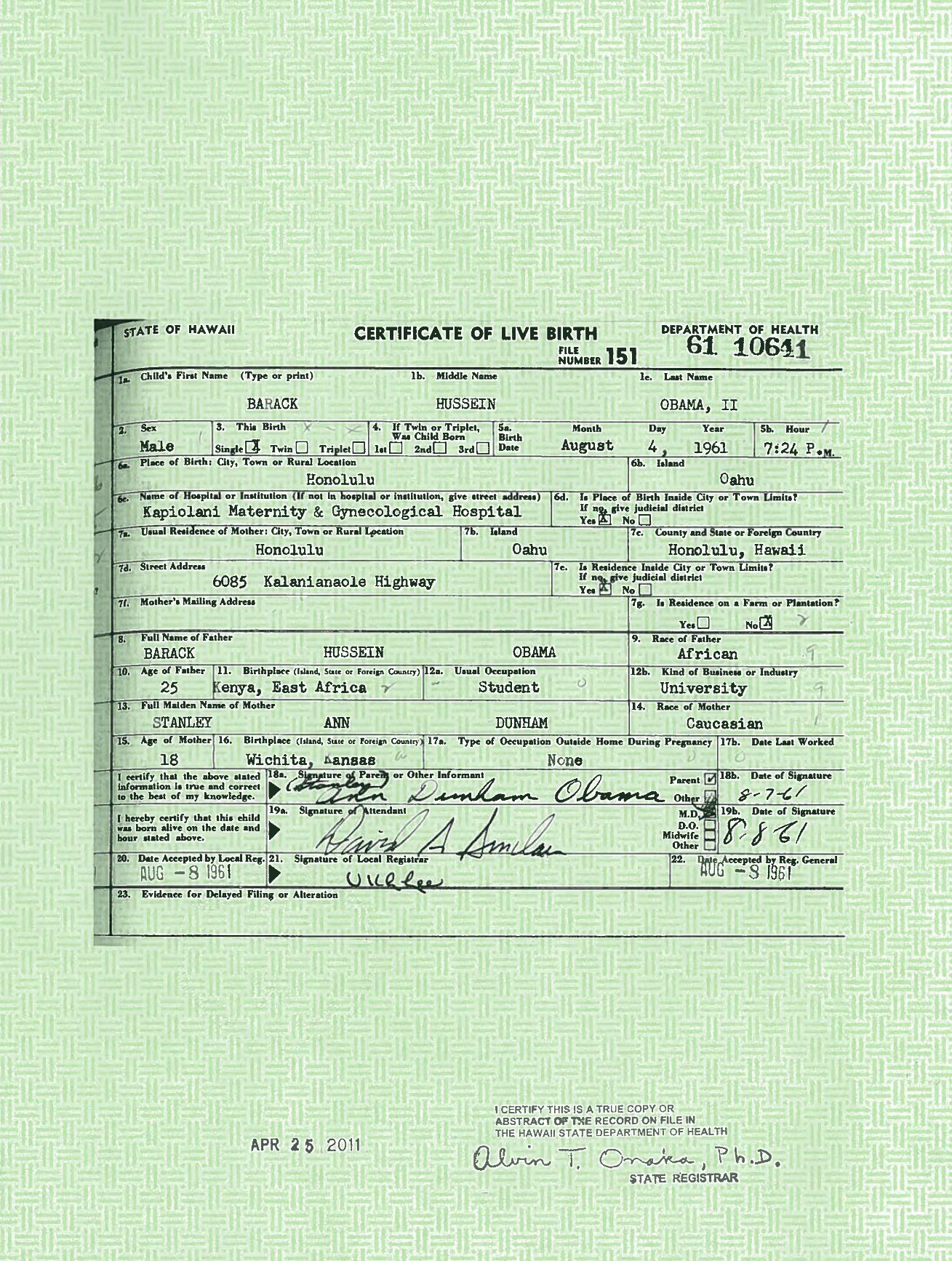
为了回应阴谋论，白宫于2011年4月27日公布了总统的长式出生证明的副本，后在白宫网站上发布其图像，重申他于1961年8月4日出生于夏威夷州檀香山。

2011年4月22日，奥巴马向夏威夷州卫生部部长洛蕾塔·富迪申请索取其原件出生证明（“长式出生证明”）的认证副本。随信附上奥巴马私人律师朱迪思·科利的书面请求，请求豁免卫生部仅签发计算机生成的出生证明的政策。科利表示，批准豁免将减轻卫生部反复查询总统出生记录的负担。
2011年4月25日，富迪批准奥巴马提出的申请，并亲眼见证了卫生部门登记员签发认证副本的整个过程。同一天，科利亲自前往位于檀香山的卫生部总部，代表奥巴马支付了所需费用，并收到了两份申请的出生证明原件认证副本、富迪出具的证明其真实性的信函以及一张处理费收据。富迪表示，鉴于奥巴马的身份，她批准了卫生部门只签发电脑生成的副本的常规政策，以避免出现持续的出生证明申请。
2011年4月27日，白宫工作人员向记者提供了该证明的副本，并在白宫网站上发布该证明的PDF图像。该证明再次确认2008年公布的官方简式证明上的信息，并提供更多详细信息，例如奥巴马出生的医院名称。

#### 阴谋论者的拒绝
《德拉奇报告》声称新发布的文件是用图像编辑软件伪造的，这一说法迅速在互联网上传播开来。《国家评论》杂志首席技术官内森·古尔丁驳斥了白宫PDF文件中发现“分层组件”的说法，他表示“在夏威夷扫描出生证明的人忘记关闭扫描仪的OCR设置了”。内森补充道：“我已经确认，扫描图像、将其转换为PDF文件、优化该PDF文件，然后在Illustrator中打开，确实会创建与出生证明PDF文件中类似的图层。你可以自己在家尝试一下。”

#### “出示证件”
非裔美国人新闻网站The Grio的评论员戈尔迪·泰勒认为，要求奥巴马提供出生证明就相当于让他“出示证件”，就像吉姆·克劳法曾经要求黑人那样。社会学家马修·W·休伊引用了许多此类说法，作为将奥巴马种族“他者化”的证据，反对将白人盎格鲁-撒克逊新教徒混为一谈，认为他们是理想、真正的美国公民。

## 虚假事实

### 肯尼亚出生论
一些反对奥巴马总统资格的人声称，他出生在肯尼亚，因此并非生来就是美国公民。奥巴马出生在美国境外是否会使其出生时的美国公民身份失效，目前仍存在争议。《洛杉矶时报》政治评论员安德鲁·马尔科姆写道，无论奥巴马出生在哪里，他仍然有资格竞选总统，因为他的母亲是美国公民。他表示，奥巴马的母亲“即使在小巴里出生时就在火星上，他仍然是美国人”。加州大学洛杉矶分校法学教授尤金·沃洛克则持相反观点，他认为，假设奥巴马出生在美国境外，他将不会成为美国公民，因为当时适用的法律要求奥巴马的母亲“在14岁之后至少在美国居住五年”，但奥巴马出生时，距离安·邓纳姆19岁生日还有三个月。

#### 奥巴马继祖母对此事的描述
一个事实错误但广为流传的说法是，奥巴马父亲的继母萨拉·奥尼扬戈·奥巴马在一次跨大西洋电话录音中告诉再洗礼派主教罗恩·麦克雷，奥巴马在肯尼亚出生时她在场。
麦克拉奇对奥巴马继祖母的故事作出解释。在公开的录音对话进行到一半时被切断，随即她澄清表示：“‘奥巴马不是出生在蒙巴萨。他出生在美国。’翻译在与那位女士交谈后说道。……之后另一个人回应道“奥巴马在夏威夷。夏威夷。她说他出生在夏威夷。’”
2007年，萨拉·奥巴马在接受《芝加哥论坛报》采访时进一步阐述这一争议。她表示，老贝拉克·奥巴马和安·邓纳姆结婚六个月后，她在肯尼亚的家中收到一封信，宣布贝拉克·奥巴马二世于1961年8月4日出生。
2012年6月，萨拉·奥巴马在肯尼亚家中接受采访时被提问：“有些人愿意相信总统出生在肯尼亚。这些人有没有骚扰过你，或者要求你出示他的出生证明？”她回答说：“但贝拉克·奥巴马并非出生在肯尼亚。”

#### 伪造的肯尼亚出生证明
2009年8月2日，奥莉·泰兹公布了一份据称是肯尼亚出生证明的文件，并将其附在法庭文件中。她声称，如果这份文件经过认证并显示其真实性，将大大缩短“凯斯诉鲍恩案”中的证据开示和审前诉讼时间。该案中，原告请求司法命令，要求奥巴马提供文件证明其为美国出生公民。提交的法律文件称该文件是“未经认证的出生登记认证副本的彩色复印件”。该文件随即被揭露系伪造，声称是由“肯尼亚共和国”签发的，但事实上，正如文件所示，奥巴马出生时肯尼亚共和国尚不存在（1963年前肯尼亚为英国殖民地）。
随后有证据表明，所谓的肯尼亚出生证明是在线家谱网站上找到的1959年澳大利亚出生证明的修改版。《华盛顿独立》网站援引一位匿名博主的话称，他承认对伪造行为负责，并发布了四张照片来证实他的说法。

### 非夏威夷出生论
尽管奥巴马拥有夏威夷的出生证明，但特里·拉金的律师等人声称，任何人（包括外国出生的儿童）都可以取得夏威夷的出生证明，因此奥巴马拥有这样的证明并不能证明他出生在夏威夷。然而，夏威夷卫生部通讯主管贾尼丝·奥久保否认了这种说法适用于奥巴马：“比如，如果你出生在巴厘岛，你可以从夏威夷州获得一份证明，说你出生在巴厘岛。但你无法获得一份证明说你出生在檀香山。州政府必须核实这样的事实，才能将其显示在证明上。”另一个反驳这一特定说法的事实是，允许外国出生儿童获得夏威夷出生证明的法律直到奥巴马出生20年后才出现，而奥巴马公布的出生证明却称，他的出生信息是在1961年出生四天后记录的，并明确指出他出生在檀香山。
此外，某些人声称出生证明中的信息只需基于父母一方的证词。
2009年7月27日，千代惠吹发表声明明确表示，她“已经查阅过夏威夷州卫生部保存的原始重要记录，证实贝拉克·侯赛因·奥巴马出生于夏威夷，是美国本土出生的公民”。
夏威夷卫生部发言人贾尼丝·奥久保详细阐述该州发布重要记录的政策：“如果奥巴马竞选团队的某个人亲自给予我们许可，并提供某种证明，证明他或她是奥巴马的指定人选，我们就可以发布重要记录。”
卡皮欧拉尼妇女儿童医疗中心的一位医院发言人援引联邦隐私法称，他们的标准程序是既不确认也不否认奥巴马在该中心出生，“尽管所有信息都说奥巴马出生在卡皮欧拉尼医院”。

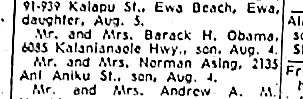
1961年8月13日《檀香山广告报》刊登的奥巴马出生公告

1961年，贝拉克·奥巴马的出生公告分别于1961年8月13日和14日刊登在《檀香山广告报》和《檀香山星报》上，奥巴马父母的家庭住址为檀香山卡拉尼亚纳奥勒公路6085号。2008年11月9日，为了回应持续不断的谣言，《檀香山广告报》在其网站上发布了从其缩微胶卷档案中截取的公告截图。夏威夷卫生部定期向各报社发送此类公告。
《星报》在2009年7月29日发表的一篇社论中指出，这两家报纸的人口统计数据专栏皆可以在州立图书馆的缩微胶片上找到。该报问道：“州卫生部和奥巴马的父母真的合谋向报纸提供虚假信息吗？”

### 丧失美国国籍论
部分人士认为奥巴马童年在印尼生活期间取得印尼国籍，因此可能丧失美国国籍。为了证明奥巴马不再是美国公民（或拥有双重国籍），部分人士声称他1981年访问巴基斯坦时，据称该国禁止美国护照持有者入境，因此他必须使用非美国护照。但事实上并不存在这样的禁令。《纽约时报》的一篇文章和美国国务院1981年的旅行警告明确指出，当时美国护照持有者前往巴基斯坦是合法的。
一封愚人节恶作剧邮件从2009年开始在互联网上流传。邮件谎称奥巴马以“巴里·索托罗”的名义申请西方学院，并自称是“来自印度尼西亚的留学生”，以获得富布赖特奖学金（事实上印度尼西亚的本科生并无这项奖学金）。

## 关于“自然出生公民”要求的争议
关于奥巴马不符合资格的另一种理论是，无论他的出生地在何处，他都不符合宪法对自然出生公民的定义。
美国宪法第十四修正案规定：“所有在美国出生或归化美国并受美国司法管辖的人，都是美国公民……”法学教授加布里埃尔·J·陈表示，“大家一致认为，‘自然出生的公民’包括根据第十四修正案出生即成为美国公民的人。”
尽管存在这一共识，但两种相似但不同的理论仍然认为，奥巴马虽然出生在夏威夷，但不符合“自然出生公民”的资格。

### 父母公民身份
一些活动人士，例如总部位于田纳西州的自由法律基金会，认为一个人要成为美国宪法第二条第一款所定义的自然出生公民，其父母双方必须在其出生时均为美国公民。持此理论的人认为，由于奥巴马的父亲并非美国公民，奥巴马不可能是自然出生公民，因此没有资格担任美国总统。自由法律基金会援引了1875年美国最高法院审理的一起投票权案件迈纳诉哈珀塞特案判决书中的一段话，法院在该案中指出，“所有出生在一个国家且父母为该国公民的儿童”都是自然出生公民，这一点毋庸置疑。关于奥巴马任职资格的这一法律理论曾多次被提起诉讼，但均未成功，最著名的是2008年的安克尼诉印第安纳州州长案。

### 同时持有英国国籍
新泽西州律师利奥·多诺弗里奥在多诺弗里奥诉威尔斯案中，声称如果一个人出生时拥有双重国籍，则不能成为自然出生公民。多诺弗里奥辩称，由于奥巴马出生时其父亲是英国公民，因此奥巴马出生时拥有双重国籍，并非自然出生公民。2008年12月8日，法院拒绝审理此案，未作任何评论。

### 同时持有肯尼亚国籍
2008年8月，《落基山新闻》在网上刊登文章，声称奥巴马拥有美国和肯尼亚双重国籍。事实上，根据英国法律，奥巴马的父亲是肯尼亚人，且当时肯尼亚是英国殖民地，故奥巴马出生时是英国和殖民地公民（CUKC）。尽管1963年肯尼亚独立后，老奥巴马失去CUKC身份，成为肯尼亚公民。但肯尼亚1963年宪法禁止成年人拥有双重国籍；而奥巴马没有正式放弃任何非肯尼亚公民身份并宣誓效忠肯尼亚，因此奥巴马在1984年23岁生日时自动丧失肯尼亚公民身份。《落基山新闻》为此错误道歉并发表更正，但这篇文章继续加剧了网上关于奥巴马是否有资格担任总统的传言。现行肯尼亚宪法于2010年生效，允许公民持有双重国籍，但要求2010年之前丧失肯尼亚国籍之人士完成登记程序才能重新获得国籍。

## 活动家和支持者

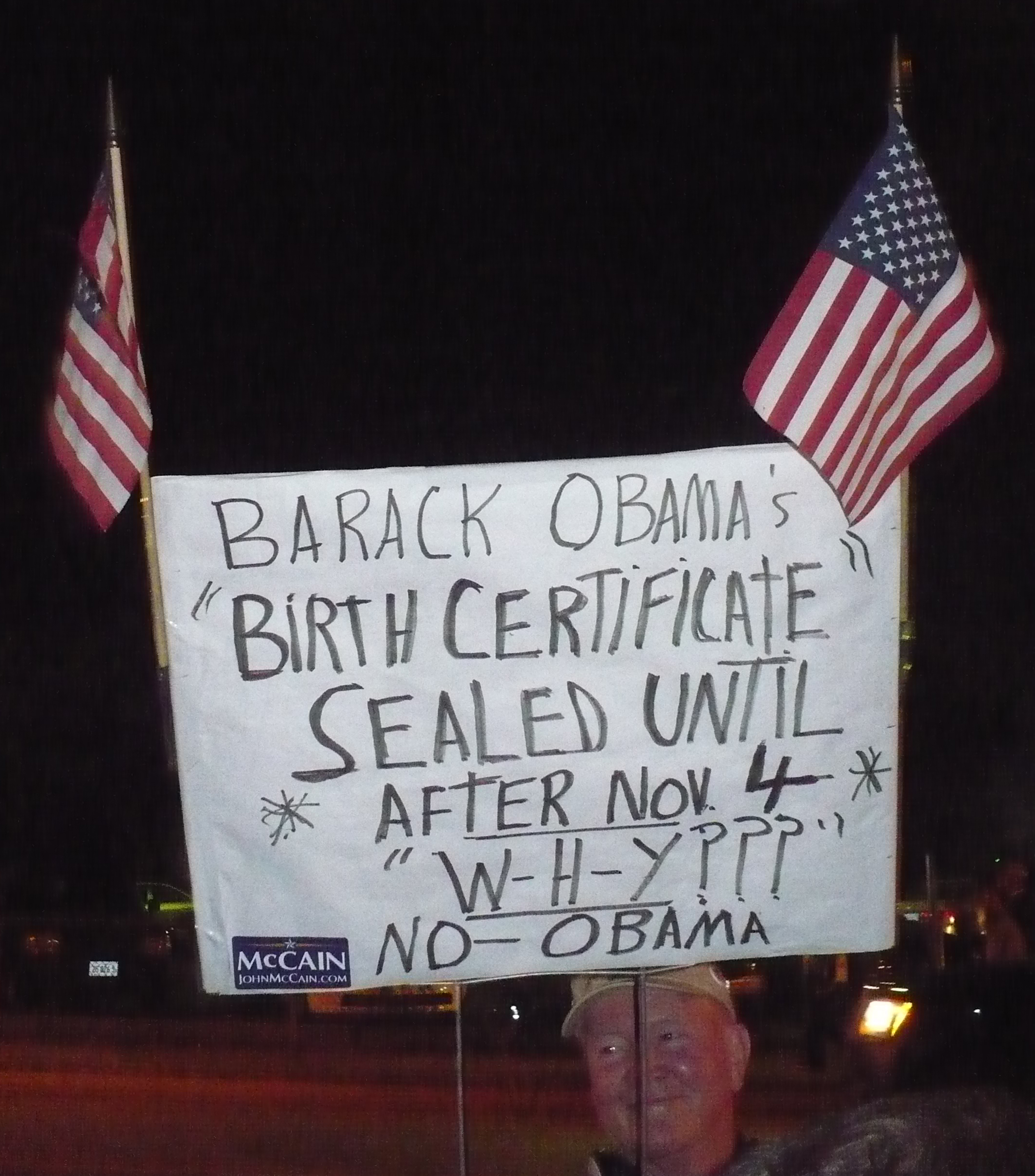
一名质疑奥巴马出生证明合法性的抗议者

主张奥巴马可能没有资格担任总统的知名人士包括宾夕法尼亚州律师、九一一事件陰謀論者菲利普·J·伯格。伯格自称是一位“温和至自由派”的民主党人，曾支持希拉里·克林顿担任总统。另一位知名的支持者是艾伦·凯斯，他于2004年伊利诺伊州美国参议院选举中败给奥巴马，曾担任里根政府的外交官，此后是一位媒体名人，自称是“保守派政治活动家”。奥莉·泰兹是一位加州牙医兼律师，她从苏联移民到以色列，之后又移民到美国，拥有美国和以色列双重国籍，被称为“出生地质疑论者女王”（queen bee of the birthers），因为她经常被视为该运动的代表人物。
其他著名的支持者包括“被广泛认为是发起网络私语运动”的功臣”的常年候选人安迪·马丁，他称奥巴马是一名秘密的穆斯林。另一位支持者罗伯特·L·舒尔茨是一位抗税者和活动家，他于2008年12月在《芝加哥论坛报》上刊登整版广告，称奥巴马出生在肯尼亚或随后放弃了美国国籍。司法观察和自由观察的创始人拉里·克莱曼对奥巴马的美国出生公民身份表示怀疑。而旧保守主义第三党的宪法党，也为公布奥巴马的原始长式证明而发起活动。2008年12月，Salon.com的资深作家亚历克斯·科佩尔曼认为几乎所有宣扬奥巴马没有资格担任总统的知名人士，包括杰罗姆·科西、菲利普·伯格、安迪·马丁和罗伯特·舒尔茨均有“阴谋论思想史”。
AmericaMustKnow.com网站鼓励访问者游说选举人团成员投票反对确认奥巴马的总统职位，并成为失信选举人。一些网络活动人士通过每周电话会议协调活动，讨论最新消息以及如何推进报道。
该活动得到了极右翼网站WorldNetDaily的支持，而该网站还发起了一场致最高法院的写信活动。该网站的创始人约瑟夫·法拉赫为公布出生证明提供15,000美元的奖励，并撰写了多篇社论，认为需要确认奥巴马的出生证明资格。该网站还发起了一场广告活动，以电子广告牌的形式打出“出生证明在哪里？”（Where's The Birth Certificate?）的标语。法拉赫拒绝支付公布出生证明后承诺的奖金，并声称这是“欺诈性的”。
电台脱口秀主持人迈克尔·萨维奇、G·戈登·利迪、布莱恩·萨斯曼、拉斯·拉尔森、鲍勃·格兰特、吉姆·奎因、罗斯·坦能特、芭芭拉·辛普森、马克·戴维斯和弗雷德·格兰迪都在各自的广播节目中宣传过这些不符合资格的主张。拉什·林博、肖恩·汉尼提和卢·多布斯也曾在各自的节目中多次提及此事。萨维奇在其全国联合播出的广播节目《野蛮国度》的一集中表示：“我们正为共产党接管美国做好准备，由一个非公民掌舵。”
一些名人曾宣传或提及不符合资格的说法。2009年8月，演员查克·诺里斯虽然不认同不符合资格的说法，但他给奥巴马写了一封公开信，敦促他正式公布他的“出生证明原件”，并表示：“拒绝公布你的出生证明原件是一个不明智的政治和领导决定，这助长了‘出生地质疑者’的争议。”2010年12月，巴尔的摩金莺队棒球运动员卢克·斯科特在接受雅虎采访时声称，奥巴马“并非出生在这里”，他的出生证明从未公布过。《赫芬顿邮报》报道称，查理·辛在2011年4月的舞台表演中说：“首先，我他妈的就是在这里出生的，怎么样？而且我拿到了证据！我的出生证明没有任何PS过。”
据南方贫困法律中心的马克·波托克称，“出生地质疑运动在极右翼获得了大批追随者……它已被最有害的分子所采纳”。这些“有害分子”中包括一些公开宣称的白人至上主义者和新纳粹团体。詹姆斯·温尼克·冯·布伦是一名公开宣称的白人至上主义者，被控为2009年6月10日美国大屠杀纪念博物馆枪击案的枪手，此前他曾在互联网上发帖指责奥巴马和媒体隐瞒有关他生平的文件。
2017年3月，在奥巴马不再担任总统后，他的同父异母兄弟马利克·奥巴马在推特上发布了一张伪造的肯尼亚出生证明的图片，该证明在2009年首次作为质疑奥巴马不符合资格的失败诉讼的一部分提出时就被“揭穿”。

### 唐纳德·特朗普
唐纳德·特朗普是出生地阴谋论的著名推动者，也提升了特朗普在2016年总统竞选成功前几年里的政治形象。据政治学家约翰·M·赛兹、迈克尔·特斯勒和林恩·瓦夫雷克称，特朗普“实际上成了‘出生地’运动的代言人。当特朗普在2011年表示竞选总统时，他的人气集中在相当一部分共和党人中，他们认为奥巴马总统出生在外国或是一名穆斯林，或者两者兼而有之。”
2010年，在特朗普的律师迈克尔·科恩的敦促下，《国家询问报》开始宣传特朗普可能参加的总统竞选活动。在科恩的参与下，该小报开始质疑奥巴马的出生地和公民身份。
2011年3月，特朗普在接受《早安美国》采访时表示，他正在认真考虑竞选总统，并对奥巴马的公民身份“有点”怀疑，表示不应轻易将持有这种观点的人斥为“白痴”（特朗普认为“出生地质疑者”一词带有“贬义”）。特朗普补充道：“在我成长的过程中，没有人认识他”，PolitiFact将这一说法评为“彻头彻尾的胡言乱语”。随后，特朗普在《观点》节目中多次重复表示“我希望他（奥巴马）出示他的出生证明。”他猜测“出生证明上有一些他不喜欢的东西”，主持人乌比·戈德堡称此言是“多年来我听到的最大的胡言乱语”。在2011年3月30日的CNN新闻室节目中，主播苏珊娜·马尔沃对特朗普的言论进行评论，指出她曾为拍摄一部纪录片前往夏威夷，与奥巴马儿时认识的人交谈。在2011年4月7日播出的NBC电视采访中，特朗普表示他不会放弃这个问题，因为他对奥巴马证明其公民身份的能力感到不满。在特朗普开始公开发表自己的观点后，WorldNetDaily的约瑟夫·法拉与他取得了联系。据报道，法拉连续一周每天都与特朗普通电话，为特朗普提供“出生地入门指南”，解答疑问并提供建议。在奥巴马于2011年4月27日公布其长式出生证明后，特朗普表示：“我真的很荣幸，也很自豪，我能做到别人做不到的事情。”
2012年10月24日，特朗普提出向奥巴马选择的慈善机构捐赠500万美元。作为回报，奥巴马在2012年10月31日之前公布他的大学和护照申请信息。
2016年9月16日，特朗普作为共和党总统候选人公开承认“贝拉克·奥巴马总统出生在美国。仅此而已”。特朗普自诩平息了这场争议，并重申了一项虚假指控：他在2016年美国总统选举中的竞争对手，以及奥巴马在2008年民主党总统初选中的对手之一的希拉里·克林顿挑起了有关奥巴马出生地的争议。一些希拉里的支持者对奥巴马的出生地提出了质疑，但没有证据表明希拉里或她的竞选团队对此提出质疑。

### 乔·阿尔帕约
在亚利桑那州马里科帕县警长乔·阿尔帕约的指导下，志愿调查员声称奥巴马的出生证明是电脑伪造的。夏威夷州总检察长的一名助理于2012年7月驳斥了这一说法，并表示“奥巴马总统出生在檀香山，他的出生证明有效……至于亚利桑那州一位警长的最新指控，这些指控不实、误导，并且曲解了夏威夷州的法律。”包括州长简·布鲁尔和州务卿肯·贝内特在内的亚利桑那州官员也驳回了阿尔帕约的反对意见，承认奥巴马出生证明的有效性。Salon.com特约撰稿人亚历克斯·帕里尼就阿帕约等人2012年5月前往夏威夷一事写道：“我认为我们早已不再相信这个故事在虚构的背景下是可信的了。”2016年12月，阿帕约提出“九项伪造证据”，称这些证据证明奥巴马长式出生证明的数字图像不真实。他表示将向联邦当局提交证据。

### 马修·希尔

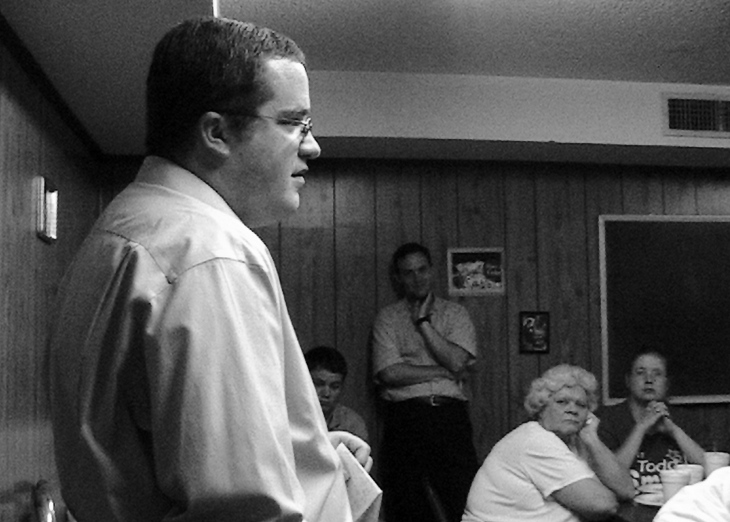
田纳西州共和党人马修·希尔在2008年田纳西州琼斯伯勒共和党初选辩论会上发表讲话

共和党人马修·希尔是当时被广泛报道为出生地质疑者的少数田纳西州议会议员之一，他在2009年要求新当选的总统奥巴马必须向希尔和其他田纳西州议员提供其夏威夷出生证明的认证副本。
2009年2月10日，希尔在纳什维尔举行的全国宗教广播大会上采访了出生地阴谋论倡导者奥利·泰兹，该节目由IRN/USA广播网在线播出。在《马修·希尔秀》节目中，他表示：
我们在这个节目里说过很多次……有人打电话问我们为什么要针对他？我说：“你看，这很简单。如果他是美国公民，你就出示证件。如果他不是美国公民，他会怎么做？他会把证件藏起来。他一直在藏。我们需要真相。我们需要解封文件。我们需要知道到底发生了什么。”

### 罗伊·摩尔
美国参议院候选人、前阿拉巴马州最高法院首席大法官罗伊·摩尔于2008年首次质疑奥巴马的公民身份，并于2016年表示不相信奥巴马拥有自然出生的公民身份。

### 理查德·谢尔比
2009年2月，阿拉巴马州报纸《卡尔曼时报》报道称，在一次市政厅会议上，阿拉巴马州联邦参议员理查德·谢尔比被问及有关奥巴马并非美国本土出生公民的传言是否属实。据《时报》报道，谢尔比回答道：“嗯，他父亲是肯尼亚人，他们说他出生在夏威夷，但我没有看到任何出生证明。你必须在美国出生才能当总统。”谢尔比的发言人否认这一报道，但该报坚持报道内容。

### 罗伊·布朗特
2009年7月28日，迈克·斯塔克找到密苏里州联邦众议员罗伊·布伦特，询问他关于贝拉克·奥巴马并非美国出生公民的阴谋论。布伦特回应道：“我不知道的是，为什么总统无法提供出生证明。我也不认识其他人，谁也拿不出。我认为这个问题问得合情合理。没有健康记录，就没有出生证明。”布伦特的发言人后来声称这句话是断章取义的。

### 让·施密特
2009年9月5日，共和党女众议员吉恩·施密特在俄亥俄州西切斯特的美国之音自由集会上发表演讲后，回复了一位认为奥巴马没有资格担任总统的女士：“我同意你的看法。但法院不这么认为。”施密特的办公室随后回应称，该评论的视频片段是“断章取义”的，并重申她所表明的立场是奥巴马是公民。

### 内森·迪尔
2009年11月，时任众议员内森·迪尔在回答有关他是否相信奥巴马“是有资格担任总统的美国本土公民”的问题时表示“我正与几位众议院同事一起写信给总统，要求他公布他的出生证明副本，这样我们才能得到这个问题的答案。”对比赢得2010年佐治亚州州长选举的迪尔和因支持9/11阴谋论而输掉初选的前民主党众议员辛西娅·麦金尼的不同命运，Slate的戴维·韦格尔指出“涉足出生地怀疑论的狂热泥沼并没有阻止迪尔赢得全州初选。”

### 莎拉·佩林
2009年12月3日，在拉斯蒂·汉弗莱斯的电台脱口秀节目采访中，汉弗莱斯向萨拉·佩林提问如果汉弗莱斯决定参选2012年选举，是否会将奥巴马的出生证明作为竞选议题。佩林回答说：“我认为公众仍在就此提出问题，这合情合理。我对此没有异议。我不知道我是否有必要费心去提出这个问题，因为我认为选民们仍然想要答案……我认为这是一个合理的问题，就像我认为过去的交往和投票记录都是合理的一样——所有这些都是合理的。麦凯恩-佩林竞选团队在这方面做得不够好。”
在新闻机构和博客转载这段引文后，佩林在其Facebook页面上声明，选民有权提出问题，她本人从未要求奥巴马出示出生证明。她将对奥巴马出生证明的质疑，与2008年总统选举期间关于她是否为儿子特里格生育的问题进行了类比。这一类比遭到《洛杉矶时报》的马克·米利安的批评，他表示：“这不像是贝拉克·奥巴马主持电台节目时称她为‘生孩子骗子’。”

### 崔西·曼
2010年堪萨斯州国会议员候选人崔西·曼在候选人论坛上表示，奥巴马应该公开其出生证明以解决这一问题。他在一次电台采访中表示“我认为美国总统需要拿出他的文件，向所有人证明他是美国公民，并一劳永逸地解决这一问题。”作为回应，2010年7月21日，堪萨斯州哈钦森市的当地报纸《哈钦森新闻报》撤回对曼恩的支持，称曼恩“质疑贝拉克·奥巴马总统的公民身份，尽管这些证据对大多数客观理性的人来说都是无可辩驳的——包括夏威夷州务卿发布的出生证明和檀香山两家主要报纸上刊登的出生公告”。曼恩回应称，他对这一决定感到“失望和困惑”，并表示他们误解了他的立场，因为他“对在国会讨论这个问题不感兴趣”，而且“从来没有兴趣在这个问题上花费时间”。曼恩在共和党初选中败于州参议员蒂姆·許爾斯卡普。

### 大卫·维特
2010年7月11日，在路易斯安那州梅泰里举行的一次市民大会上，参议员戴维·维特表示：“我个人没有资格向法院提起诉讼，但我支持保守派法律组织和其他愿意向法院提起诉讼的组织。我认为这是最正当、最可能有效的诉讼理由。”而他的竞选团队未有发表其他评论。

### 纽特·金里奇
2010年9月11日，前众议院议长纽特·金里奇表示，只有“理解肯尼亚的反殖民行为”的人才能理解奥巴马。虽然金里奇没有对这种行为进行定义，但白宫新闻秘书罗伯特·吉布斯指责金里奇“试图迎合那些不相信总统出生在这个国家的边缘人群……你通常会对担任众议院议长的人抱有更高的期望，但你看，现在是政治季节，大多数人都会发表任何言论，而纽特·金里奇确实经常这样做。”

### 安迪·马丁
2010年12月，马丁诉林格尔案的原告、自称“出生地质疑者之王”的安迪·马丁宣布参加2012年美国总统共和党提名竞选。2011年2月，马丁原计划出席在新罕布什尔州迪林举行的共和党会议，但由于他被揭露有发表反犹太主义言论而取消。

### 迈克·赫卡比
2011年2月28日，在史蒂夫·马尔茨伯格的广播节目中，2008年共和党总统候选人迈克·赫卡比错误地声称奥巴马在肯尼亚长大，且“（奥巴马）可能从小就听说英国人是一群迫害他祖父的帝国主义者。”赫卡比在《奥莱利实情》中表示，他本想说的是印度尼西亚，并将之前的言论描述为“口误”。

### 米歇尔·巴赫曼
2011年3月，众议员米歇尔·巴赫曼向保守派电台主持人杰夫·卡茨表示：“我告诉你一件事，如果我要竞选美国总统，我想我在首场辩论中要做的第一件事就是出示我的出生证明，这样我们就能把这件事打消。”此前，在《早安美国》节目中，当被问及奥巴马的出身时，她回答说：“嗯，这不是我能说的，是总统该说的。”

### 迈克·科夫曼
2012年5月12日，科罗拉多州第六国会选区竞选连任的众议员迈克·考夫曼在埃尔伯特县的一场共和党筹款活动上发表讲话。科夫曼表示，他不知道奥巴马出生在哪里，而且奥巴马“在他心里……只是不是一个美国人”。5月16日，科夫曼发表道歉声明，称自己说错了话，并表示他对奥巴马的公民身份和作为总统的合法性充满信心。在5月23日《丹佛邮报》的一篇专栏文章中，科夫曼称奥巴马的言论“不恰当且愚蠢”。

### 亚利桑那州选举人
2012年12月，亚利桑那州11名投票给米特·罗姆尼的选举人团中，有3人对奥巴马的出生地表示质疑，其中一位是亚利桑那州共和党主席汤姆·莫里西。莫里西后来坚称自己并非出生地质疑者，但表示他不相信奥巴马出示的出生证明是真的。

## 政治影响

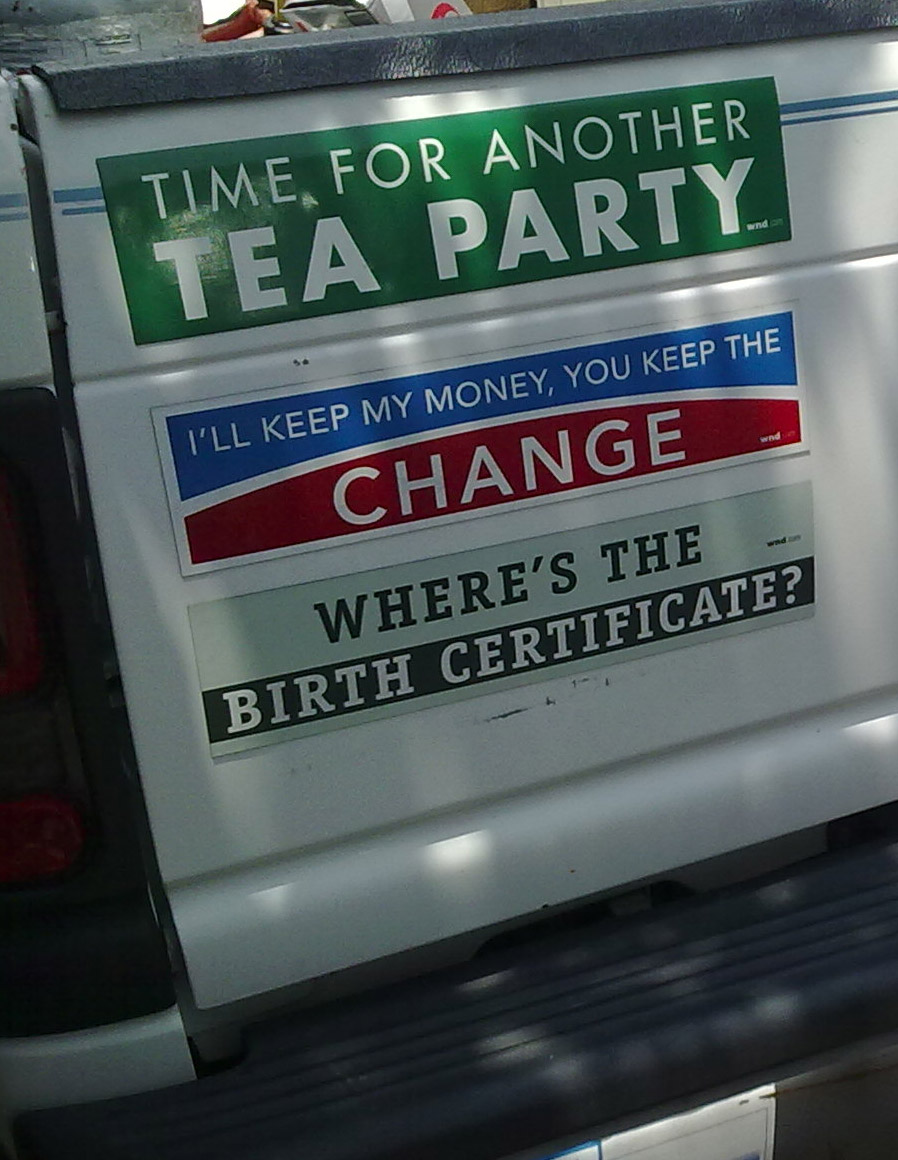
一张与出生证明相关的保险杠贴纸，以及另外两张贴纸

尽管麦凯恩竞选团队在2008年评估了有关奥巴马公民身份的主张并最终予以驳回，但这仍成为右翼政治势力关注的重要议题。2009年1月8日，奥巴马的公民身份提交国会认证，活动人士游说共和党国会议员否决2008年选举人团投票结果，并阻止奥巴马当选，但未能成功。到2009年中期，自然出生公民权问题已成为右翼组织最热门、最有利可图的筹款来源之一，这些组织通过直邮和电话营销筹集资金。诸如艾伦·凯斯等在线请愿网站一直在收集有关出生证明问题的签名，是保守派运动人士生成邮件列表的主要来源。截至2009年7月，WorldNetDaily网站已就此主题发表了200多篇文章，并对外出售广告牌、保险杠贴纸和明信片，标有“出生证明在哪里？”以及类似的口号，网站称该活动“已筹集数万美元”。
温和的保守派很快发现自己被“出生地质疑论”所轰炸。2009年茶党抗议活动中，抗议者举着有关出生证明问题的标语，其中一些标语是抗议组织者推荐的。一起引起媒体广泛报道的事件是，温和派共和党众议员迈克·卡斯尔在 2009年7月于特拉华州乔治敦举行的一次市政厅会议上对一名抗议奥巴马出生证明的妇女说：“如果你指的是总统，那他就是美国公民”。随后他遭到了观众的嘘声和诘问。
据《NBC晚间新闻》报道，其他国会议员也经常听到这一问题。一位不愿透露姓名的国会议员告诉该节目称，他不愿意宣传自己的市政厅会议，因为担心这一问题会淹没其他一切。
一些共和党议员已在州和联邦层面提出立法和宪法修正案，以解决出生证明运动人士提出的问题。据说一些共和党人“希望这个问题消失”，认为它会分散注意力。民主党评论员批评一些共和党人不愿与阴谋论的支持者划清界限，认为“共和党官员不愿谴责出生证明支持者，是因为他们担心疏远党内一些充满活力的选民。”NBC新闻的“先读”团队评论道：“这一切的真相是，共和党目前在其选民基础方面存在着巨大的问题。”
共和党全国委员会主席迈克尔·斯蒂尔通过发言人发表声明称，“斯蒂尔主席认为这是不必要的干扰，并认为总统是美国公民。”
《大西洋月刊》和CBS新闻的政治分析家马克·安宾德认为，这种现象是共和党目前面临的困境的核心，他认为：
共和党总统候选人需要想办法平息那些必然会出现并引起他们关注的愤怒的出生地支持者。如果他们相信这些支持者，不仅会加剧无知，还会暴露出他们选民基础的狭隘性。如果他们忽视这场日益壮大的运动，可能会促使出生地支持者寻找更极端的候选人，从而分裂共和党的政治联盟。
政治分析家安德鲁·沙利文在《星期日泰晤士报》上撰文指出：
人口统计数据基本说明了这样一个事实：一位黑人当选总统，即使在2009年，绝大多数南方白人也无法接受这一点。他们信奉阴谋论，希望奥巴马——以及他所代表的美国——下台。由于在22%仍然自称共和党人的美国人中，南方白人的比例越来越高，共和党既无法忽视这些怪异言论，也无法摆脱它。边缘群体定义了共和党中间派的剩余部分。
2009年7月27日，众议院通过一项纪念夏威夷州建州50周年的决议。该决议以378票全票赞成的结果获得通过，其中明确承认夏威夷州为奥巴马总统的出生地。

### 民意调查
2008年10月，《橙县纪事报》的“橙县政治脉搏”民意调查发现，三分之一的共和党受访者认为奥巴马出生在美国境外。由于公民身份争议的广泛传播，俄亥俄州立大学于2008年11月进行的一项调查显示，60%的受访者听说过此事。然而，仅有10%的人相信奥巴马不是美国公民的说法。
2009年8月进行的一项公共政策民意调查发现，32%的弗吉尼亚州共和党人认为奥巴马出生在美国，41%的人认为他出生在外国，其余27%的人不确定。
在犹他州，《德瑟雷特新聞》和KSL电视台于2009年8月联合进行的一项民意调查显示，67%的犹他州民众接受奥巴马出生在美国这一事实。民意调查还发现，一些不相信奥巴马出生在美国或不知道奥巴马出生在美国的人，主要是中年、低收入、倾向共和党且没有受过大学教育的人。
皮尤研究中心的一项民意调查发现，截至2009年8月，80%的美国人听说过奥巴马的公民身份指控。民意调查发现，两党对新闻报道的看法存在显著分歧，58%的民主党人表示，这些指控受到了媒体的过度关注。共和党人更倾向于认为这些指控没有得到足够的关注，39%的人持这种观点，而仅有26%的人认为这一争议受到了过多的关注。
2010年3月，哈里斯民意调查对2,320名成年人进行了一项在线调查，其中25%的受访者认为奥巴马“不是在美国出生，因此没有资格担任总统”。2010年7月，CNN对美国成年人进行了一项民意调查，其中16%的人怀疑奥巴马是否出生在美国，另有11%的人确信他不是在美国出生。
2011年4月，奥巴马总统公布长式证明后，怀疑者比例大幅下降。盖洛普于2011年5月对1018名成年人进行了电话民意调查，发现5%的受访者认为奥巴马“肯定出生在其他国家”，8%的受访者认为他“可能出生在其他国家”，而47%的受访者认为他“肯定”出生在美国，18%的受访者认为他“可能”出生在美国。按政治派别细分，同一项民意调查发现，23%的自称共和党人、14%的独立人士和5%的民主党人认为奥巴马肯定或可能出生在其他国家。
2016年7月，即唐纳德·特朗普当选总统的四个月前，根据NBC的一项民意调查，41%的共和党人不同意奥巴马出生在美国，31%的人既不同意也不反对。
2015年的一项研究发现，在持有出生地怀疑论观点的人中主要是保守派或共和党人，并且持有反黑人态度。2019年的一项研究发现，“在美国白人中，出生地怀疑论信仰与种族仇恨有着独特的联系。”

### 共和党人的困境
由于部分共和党选民及其茶党支持者认为奥巴马没有资格担任公职（参见民意调查部分），共和党有时发现自己陷入两难境地，要么失去支持，要么损害信誉。他们必须“在迎合阴谋论支持者和明确质疑奥巴马合法性之间走钢丝……”然而，包括前明尼苏达州州长蒂姆·普蘭提和前宾夕法尼亚州参议员里克·桑托勒姆在内的其他共和党人则直截了当地否认了这些说法。
其中一个例子是时任特拉华州众议员的迈克·卡斯尔，他于2010年竞选副总统乔·拜登空出的参议院席位。在一次市民大会上，卡斯尔因坚称奥巴马是美国公民而遭到选民的嘲笑。卡斯尔是众议院共和党温和派的领军人物之一，后来在共和党初选中被茶党支持的克里斯汀·奥唐纳击败，而后者后来在选举中败给了民主党候选人克里斯·康斯。

## 评论与批评

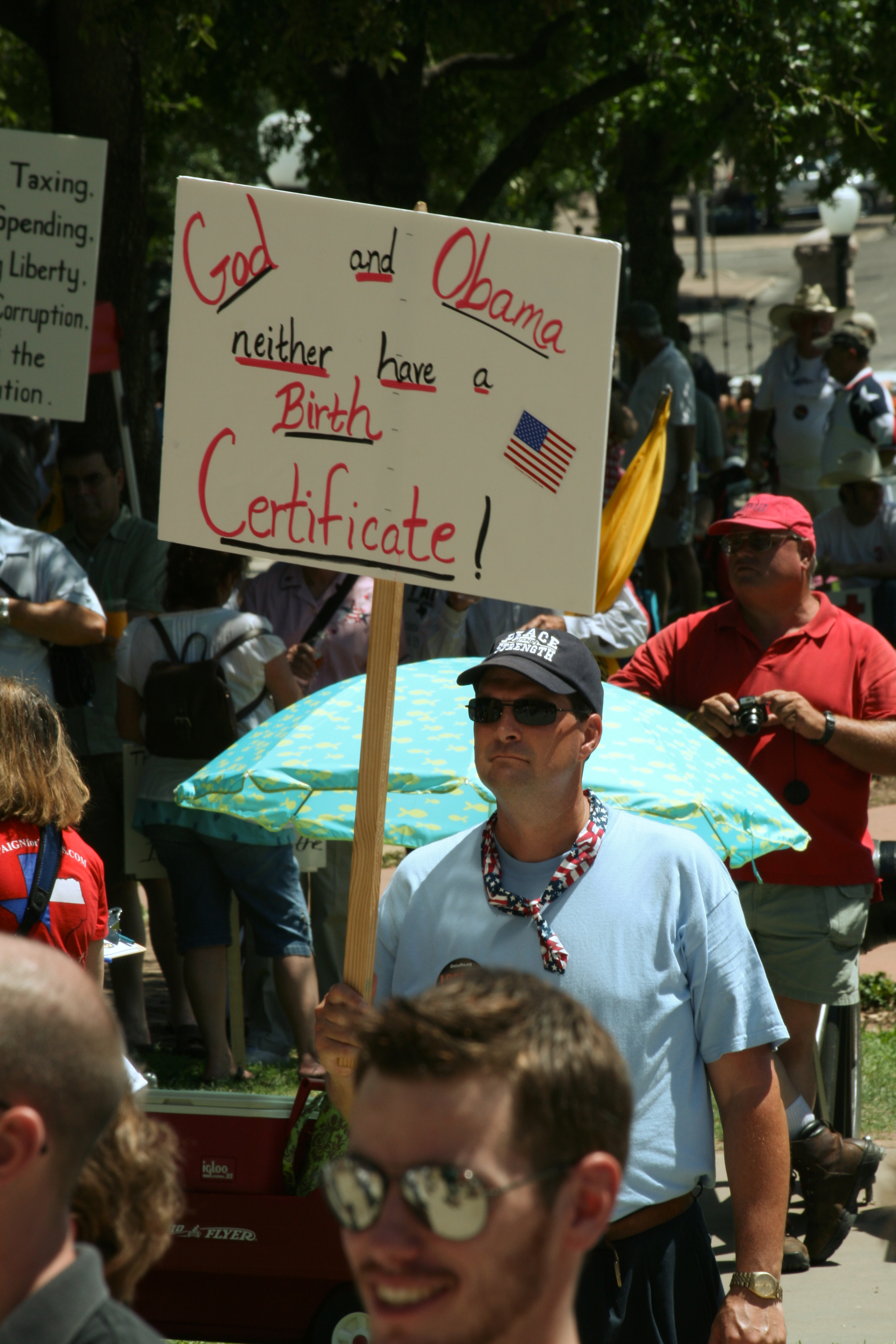
2009年7月4日，德克萨斯州奥斯汀，一名男子在茶党抗议活动中举着标语

质疑奥巴马任职资格的支持者被批评者称为“出生地质疑者”，他们将其与9/11阴谋论者或“真相追寻者”相提并论。《国家》杂志的莱斯利·萨万也将所谓的“出生地质疑者”与其他群体进行了比较，包括否认登月、纳粹大屠杀或全球变暖的人，“拒绝相信自己必须纳税的茶党成员”，以及相信地球有6000年历史的神创论者。历史学家马修·达莱克将出生地怀疑论与约翰·伯奇协会所宣扬的阴谋论进行了比较，例如JBS认为民权运动是来自国外的大规模共产主义阴谋的一部分。他认为，出生地质疑者“在不知不觉中利用了这种遗产”。MSNBC政治评论员雷切尔·玛多将“出生地怀质疑者”定义为：
一类新型美国阴谋论者认为，贝拉克·奥巴马当总统的真正问题在于他不可能出生在美国。他没有资格当总统。出生证明是假的。他是外国人。一旦这件事被曝光，我猜，他会被赶出白宫……
许多保守派评论员批评了其支持者及其对更广泛的保守运动的影响。脱口秀主持人迈克尔·梅德维德也对此提出批评，称他们是“保守运动最可怕的敌人”，因为他们让其他保守派人士“看起来病态、陷入困境，不适合与文明人交往”。保守派专栏作家安·库尔特称他们“不过是几个怪人”。
《檀香山星报》的一篇社论驳斥了关于奥巴马参选资格的说法，称这是“一场巨大的阴谋，涉及奥巴马的父母、政府官员、新闻媒体、特勤局、智囊团以及许多尚未被发现的人员，他们自奥巴马出生以来就密谋建立虚假记录，以便他最终能够在47年后竞选总统”。《圣彼得斯堡时报》的事实核查网站PolitiFact在其关于出生证明问题的系列文章的结尾写道：
没有任何证据可以反驳PolitiFact关于候选人名字是贝拉克·侯赛因·奥巴马的结论，也没有任何证据可以支持他公布的出生证明不真实的指控。无论有多少人心存疑虑，并利用互联网来加剧他们与生俱来的不信任感，事实都是如此。
2008年11月，评论员兼社会评论家卡米尔·帕格利亚批评该话题“空洞无物、过度狂热”，但也质疑奥巴马的回应：“奥巴马几个月前就可以公开要求夏威夷签发一份新的、加盖印章的长式证明，并邀请几位知名记者审查和拍照，从而结束整个事件”。同一篇文章的括号中指出，“竞选团队确实向Factcheck.org提供‘短式’证明。”
Factcheck.org指出，“夏威夷卫生部的出生记录申请表没有提供索取长式出生证明复印件的选项，但其短式出生证明包含的信息足以被国务院接受。”
2008年12月，亚历克斯·科佩尔曼撰文探讨了普遍观点的有效性，即奥巴马应该公布其完整的原始证明副本，以此消失谣言和疑虑。阴谋论专家告诉科佩尔曼，当坚定的阴谋论者面对更多推翻其理论的数据时，他们会拒绝接受新的证据。科佩尔曼表示，“任何不容忽视的事实都可能被扭曲以适应叙事；每一次披露理应结束争议的新信息，都只会引发新的问题，识别新的阴谋家”。由于奥巴马公布短式证明副本只会“激起阴谋论者的狂热”，科佩尔曼预测，公布长式证明副本“几乎肯定”会延续谣言循环。
针对奥巴马的祖父母可能在报纸上刊登出生公告，以便他们的孙子有朝一日能成为总统的说法，FactCheck建议“那些选择走这条路的人应该先给自己戴上一顶高质量的锡箔帽”。FactCheck主管布鲁克斯·杰克逊评论说，“这一切都反映出那些不喜欢贝拉克·奥巴马的人中，一种偏执的痛苦激增”，他们希望选举结果消失。研究阴谋论传播的记者奇普·伯莱特指出：
对于某些人来说，当他们所支持的一方在选举中失败时，他们唯一能接受的解释就是，邪恶的、阴险的、坏的人策划了某种欺诈行为。
美国政治作家达纳·米尔班克在《华盛顿邮报》撰文称，鲍勃·舒尔茨（我们人民基金会主席，该基金会于2008年公开质疑奥巴马的公民身份）的奥巴马公民身份理论是“来自锡箔帽旅的传说”。科罗拉多州总统选举人卡米拉·奥格尔在回应选举团成员的游说时评论道：“我担心这个国家有那么多疯子做出令人沮丧的荒谬指控。”
一些评论员声称，种族主义是推动奥巴马公民身份阴谋论推广的一个因素。南方贫困法律中心主席J·理查德·科恩于2009年7月给支持者写了一封电子邮件，宣称：“这一阴谋论是由反犹太主义者炮制的，并由无法接受黑人当选总统这一事实的种族主义极端分子传播。”一位心理学家评论说，《實驗社會心理學期刊》发表的一项研究支持种族主义发挥了作用的结论。唐纳德·特朗普质疑奥巴马如何进入两所常春藤盟校，并表示“我和黑人关系很好”，这导致大卫·雷姆尼克、大卫·莱特曼和比尔·马厄等人指责特朗普种族主义，并引发了人们对奥巴马种族问题的更多关注。2011年4月，茶党活动家、加利福尼亚州橙县共和党地方组织执行委员会成员玛丽莲·达文波特通过电子邮件传播一张被广泛认为是种族主义的照片，照片中贝拉克·奥巴马是两只黑猩猩的孩子，她还在照片上加上了说明“现在你知道为什么没有出生证明”，此举引发了全国性的争议。当月晚些时候，奥巴马的长式证书公布后，《纽约时报》在一篇社论中评论道：“难以想象，这种将奥巴马先生描绘成阴险的‘他者’的运动竟然针对一位白人总统。”

## 立法与诉讼
围绕奥巴马公民身份和总统竞选资格的争议，促使部分共和党州议员和联邦议员提议立法，要求未来的总统候选人公布出生证明副本。一些议员还支持针对奥巴马的出生证明相关诉讼，并加入成为共同原告。
尽管奥巴马于2009年1月8日获得国会确认为当选总统，并于1月20日宣誓就任总统，但诉讼在其总统任期内仍在继续。许多个人和团体提起州或联邦诉讼，寻求取消奥巴马的总统候选人资格或被确认的资格，或迫使他公布与其公民身份相关的更多文件。截至2008年12月中旬，至少有17起诉讼质疑奥巴马的总统资格，这些诉讼来自北卡罗来纳州、俄亥俄州、宾夕法尼亚州、夏威夷州、康涅狄格州、新泽西州、德克萨斯州和华盛顿州。此类诉讼均未导致任何法院给予原告任何救济；所有案件均被下级法院驳回。美国最高法院随后驳回三起选举后诉讼。
2011年4月，亚利桑那州议会率先通过一项法案，“要求奥巴马总统和其他总统候选人必须证明其美国公民身份，才能将其名字出现在该州选票上”。4月18日，该法案（HB 2177）被州长简·布鲁尔否决。
奥巴马并非第一位因出生地而引发争议的总统。安德鲁·杰克逊也曾有过类似的说法，尽管这些说法是否在他担任总统期间提出尚不确定。部分人士表示，切斯特·A·阿瑟出生在美国境外，后来他的出生记录据称被伪造，显示他出生在佛蒙特州。

## 对2012年总统选举与以后的影响
2012 年 5 月，亚利桑那州州务卿肯·贝内特要求夏威夷州核实奥巴马的出生地，以确保他有资格参加11月的选举。在贝内特证明他需要这些信息作为日常公务流程的一部分后，夏威夷州正式确认总统出生证明副本中的信息与其档案中的原始记录相符。同月晚些时候，密西西比州民主党要求夏威夷州核实白宫网站上的长篇图像是否与档案中的副本相符。该党还获得了一份经过认证附带州印章的验证文件，并由州登记官阿尔文·T·奥纳卡签署，两份已发布的出生证明均由奥纳卡认证。
2012年9月，由“该州三位顶级共和党民选议员”组成的堪萨斯州反对委员会推迟处理一份要求将贝拉克·奥巴马的名字从选票中剔除的请愿书，要求夏威夷州提供有关其出生证明的信息；然而，尽管奥利·泰茨在会场提出反对，委员会后来仍一致投票接受奥巴马的公民身份，并将其保留在该州的选票上。

## 白宫回应
一些认为奥巴马总统并非出生在夏威夷的人普遍认为，如果奥巴马公布他的“长式”出生证明，所有疑问都将迎刃而解。然而，评论员指出，这样做对奥巴马不利。首先，这会引发人们对为何迟迟不公布出生证明的猜测。其次，屈服于政治对手的要求会让他们获得胜利，从而壮大他们的势力。最后，这还会为索取与出生证明无关的其他个人记录打开方便之门。尽管存在这些担忧，奥巴马和其新闻秘书都回应了记者关于此事的提问。

### 新闻秘书的回应
2009年5月27日，在新闻发布会结束时，WorldNetDaily记者莱斯特·金索尔文就奥巴马的出生证明提问。白宫新闻秘书罗伯特·吉布斯回答说：“它在互联网上发表。”金索尔文回应说：“不，不，不——那张列有他医院和医生的长表格。”吉布斯的回答如下：
莱斯特，这个问题在很多方面都让我感到震惊。夏威夷州提供了一份盖有总统出生印章的出生证明副本。我知道至少有40万人（笑声）仍然怀疑夏威夷州是否真的有总统的出生证明，以及夏威夷州是否真的认证过总统的出生，但这份证明确实在互联网上发表，因为我们把它放到了互联网上，供40万人下载。
2009年7月27日，在一次新闻发布会上，电台脱口秀主持人比尔·普雷斯问吉布斯，他能否说些什么来让这个问题消失。吉布斯回答说：“不。我的意思是，上帝说的真理就是‘不’”。尽管奥巴马已经提供证据，但“什么也无法平息”一些继续追求他所说的“虚构的胡言乱语”的人。
2009年8月6日，吉布斯评论道：“这个剧本在好莱坞是卖不出去的”，并总结了他认为“完全疯狂”的论点：
一名孕妇离家出国生孩子，却没有护照，于是她与他人合谋……把之前在政府名册上找不到的孩子偷运回国，并竟然还高瞻远瞩地在夏威夷的报纸上登出孩子的出生公告？这一切都是与边境人员合谋进行的，目的是为了在46年半后，让一个名叫贝拉克·奥巴马的孩子竞选总统。

### 奥巴马的回应
在2010年2月的全国祈祷早餐会上，奥巴马评论道：“你当然可以质疑我的政策，但不必质疑我的信仰，或者我的公民身份”。2010年8月，他在接受布莱恩·威廉姆斯采访时直接提及该问题。威廉姆斯向奥巴马表示，五分之一的美国人不相信他出生在美国，也不相信他是一名基督徒。奥巴马回应说：“在新媒体时代，存在着一种机制，那就是一个不断被炮制出来的虚假信息网络。”他接着补充道：“我不能整天把出生证明贴在额头上。”
2011年4月，奥巴马在接受喬治·斯蒂芬諾伯羅斯采访时表示：“我认为，过去两年半以来，共和党一直在试图以一种短期政治权宜之计来攻击我，但这给他们带来了麻烦，尤其是在他们真正想参加大选的时候。因为大多数人都相当确信总统的出生地就在他声称的夏威夷。他没有长角。我们可能在某些问题上与他意见相左，我们可能希望失业率下降得更快，我们也希望他知道他的油价计划。但我们真正担心的并非阴谋论或……出生证明。所以……我认为这给他们带来了麻烦”。
2011年4月27日，奥巴马在长表发布一小时后出现在白宫新闻发布室，提到“杂耍和狂欢者”，并表示：“我知道会有一部分人，无论我们发布什么，这个问题都不会得到平息。但我是在对绝大多数美国民众以及媒体说这件事。我们没有时间做这种傻事。我们有更重要的事情要做”。

#### 开玩笑式的言论
奥巴马曾多次拿围绕他的出生证明和公民身份的阴谋论开玩笑。在2010年白宫记者晚宴上，奥巴马说，人生中很少有东西比爱情更难找到，也比爱情更重要，然后他补充道：“嗯，就是爱情和出生证明。”
在2011年的烤架俱樂部晚宴上，奥巴马提到了布鲁斯·斯普林斯汀的歌曲《生于美国》，并评论道：“有些事情值得重复。”
2011年3月17日（圣帕特里克节），奥巴马表示：“说到血统，我的背景一直存在一些争议。我担任总统两年了，有些人仍然执意散布关于我出身的谣言。所以今天，我想澄清所有谣言。我的高祖父确实是爱尔兰人。没错，确切地说，是莫尼加尔家族。我真不敢相信我竟然还要不断地强调这一点。”
2011年白宫记者晚宴上，奥巴马公布他的夏威夷长版出生证明后，宣布他将“更进一步”，公布他的“官方出生视频”——实际上是1994年《狮子王》片头的一段剪辑，内容为辛巴出生在非洲大草原。视频发布后，他沮丧地表示：“好吧，又回到原点了。”随后，他“向福克斯新闻台”澄清说，他确实在开玩笑，他们可以联系迪士尼获取“原版长版”。2011年下半年，奥巴马的连任竞选团队出售印有奥巴马照片（标题为“美国制造”）和出生证明图像的马克杯。该活动表示，“关于奥巴马总统出生证明的阴谋论确实不可能完全消失，所以我们不妨一笑置之——并确保尽可能多的人都能明白这个笑话”。
2012年1月17日，奥巴马在电视上向女演员贝蒂·怀特致敬，庆祝她90岁生日。在节目中，他给怀特写了一封信，信中说，鉴于她的外貌和活力，他不仅不敢相信她已经90岁了，也不相信她，并要求查看她的出生证明。